# Олеринська Інгрід Андріївна
Інгрід Андріївна Олеринська (нар. 14 березня 1992, Рязань, Рязанська область, Росія) — російська кіноактриса.
Здобула популярність після дебюту у фільмі Романа Карімова «Неадекватні люди» (2010). Відома також своїми ролями у серіалах телеканалу «СТС» «Корабель» (2014) та «Лондонград» (2015).

## Біографія
Брат — Дмитро Олеринський.
З 1-го по 5-й клас навчалася у рязанській середній школі № 25. Потім переїхала з родиною до Нижнього Новгорода, де до 2007 року навчалася у загальноосвітньому ліцеї, після чого переїхала до Москви. У 2009 році закінчила ліцей при Московському міжнародному університеті ; одночасно з навчанням у ліцеї рік ходила до Школи юного журналіста при факультеті журналістики МДУ.
Влітку 2009 року вступила на географічний факультет Московського педагогічного державного університету (МПДУ). У цей же час взяла участь у кастингу фільму « Неадекватні люди», пройшла п'ять його турів, після чого була затверджена на головну жіночу роль. Знімалася у фільмі одночасно з навчанням у МПДУ, частково здала першу сесію, після чого покинула університет.
Мати — Тамара Олеринська.

### Родина
Батько — Андрій Олеринський. В інтерв'ю, опублікованому восени 2015 року, Олеринська повідомила, що її батька «немає вже п'ятий рік…» і що він помер у 44-річному віці; за її словами, батьки прожили разом дев'ять років, після чого розлучилися.
Після виходу на екрани у 2010 році фільму «Неадекватні люди» Олеринська отримала багато хвалебних відгуків. Так, « Московський комсомолець» писав, що «Інгрід Олеринська безперечно має чудові шанси стати зіркою, у неї все для цього є — талант, краса, вроджений артистизм». Щодо того, що актриса, яка зіграла головну роль у фільмі, не має акторської освіти, петербурзький журнал про кіно The Movie писав, що цей факт є ще одним доказом «те, що таланту не можна навчитися: він або є, або його немає». Разом з тим, газета «Известия» висловила думку про те, що через невміння молодого режисера Романа Карімова працювати з акторами Олеринська в цій кінокартині виглядає такою собі "недо- Акіньшиною ".
Сестра — Поліна Олеринська.
Народилася 14 березня 1992 року в Рязані. За словами Інгрід, таким ім'ям її назвав батько на честь шведської актриси Інгрід Бергман.

## Фільмографія
- 2010 — Неадекватні люди — Христина, школярка-бунтарка, сусідка Віталія Мухаметзянова
- 2011 — Вщент — школярка
- 2011 — Не закінчується синє море — Наталія
- 2012 — Мама — Рита
- 2012 — Москва. Три вокзали (сезон № 4, серії № 9-12) — Ельвіра Володимирівна Арсентьєва, стажер
- 2012 — Зовнішнє спостереження — Ольга Нестерова
- 2013 — Квиток на Vegas — Ліза
- 2014 — Корабель — Ірина Зяблікова
- 2014 — Бобруйск-Дакар — Юля
- 2014 — У Москві завжди сонячно — офіціантка
- 2014 — Обіймаючи небо (серії № 7-9) — Наталія (в юності)
- 2015 — Лондонград. Знай наших! — Аліса Загорська, дочка олігарха, молодший партнер агенції «Лондонград»
- 2015 — Водяний (короткометражний) — дівчина-плавець
- 2015 — Дивні діла твої, Господи! — Юлія
- 2015 — Порушення правил — Віра Арсеньєва
- 2016 — Пам'ятаю — не пам'ятаю! — Рита
- 2016 — Капітан поліції метро — Ксенія («Холера»)
- 2016 — Жінка без почуття гумору — лейтенант Ганна Фетісова
- 2016 — Злом — Катерина Альохіна, дочка полковника поліції
- 2017 — Ви всі мене дратуєте (серія № 8) — Каріна, менеджер з продажу
- 2018 — Клерк — Віка
- 2018 — Відрив — Віка
- 2018 — Канцелярський щур — Анна Логінова
- 2019 — Лови момент — актриса Інгрід
- 2019 — Елефант — Таня, дочка Валентина Шубіна
- 2019 — Метелики та птиці — Софія Макєєва
- 2019 — Рікошет (серіал) — Оксана
- 2020 — Неадекватні люди 2 — Христина
- 2020 — Життя під чужим сонцем — Аліна
- 2021 — Майстер — Поліна Юртаєва
- 2021 — І в щастя, і в біді — Анна Сьоміна
- 2022 — Молода людина — Лера
- 2022 — Ловець снів — Марія Неволіна
- 2022 — Мафія — справа сімейна — Яна
- 2022 — Стрім
- 2023 — Іра — Іра

## Кліпи
- 2020 — Би-2 — Бог проклятих — служниця

## Озвучування комп'ютерних ігор
- 2020 — Cyberpunk 2077 — Джуді Альварес[6]

## Нагороди і премії
- 2010 — диплом «За найкращий акторський дует» (з актором Іллею Любимовим) на XVIII фестивалі російського кіно «Вікно в Європу» у Виборзі — за роботу в повнометражному художньому фільмі режисера Романа Карімова «Неадекватні люди»[7].